# Cruz Azul Fútbol Club Femenil

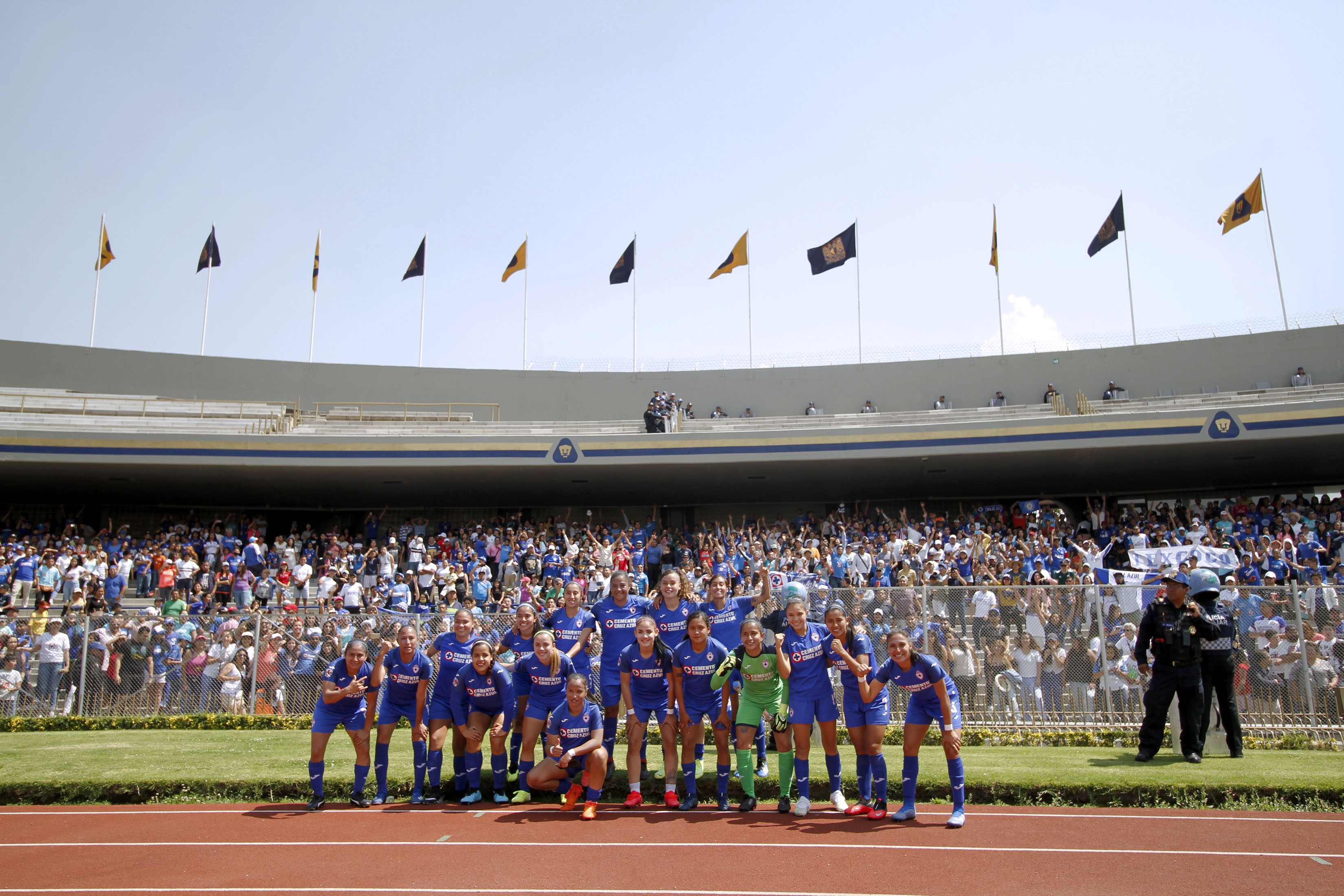
El Cruz Azul Fútbol Club Femenil visitando a Pumas UNAM en marzo de 2020.

Club de Fútbol Cruz Azul Femenil, más conocido como Cruz Azul Femenil, es un club de fútbol femenil mexicano ubicado en la Ciudad de México. El club es la sección femenil de Cruz Azul desde 2016. El equipo juega en la Liga MX Femenil iniciada en julio de 2017.

## Historia
El club publicó la convocatoria de visorías para la integración del equipo en febrero de 2017. Al mismo acudieron 130 jugadoras, de las cuales fueron seleccionadas 23. Los entrenamientos y los juegos de local del equipo se eligieron en las instalaciones de Ciudad Cooperativa Cruz Azul. Según el dueño del equipo, Guillermo Álvarez, en su conformación se privilegiará la formación de jugadoras y no la compra de deportistas extranjeras.
Como parte del cambio de sede, que estaba prevista para cuando arrancara la Liga MX Femenil y que por motivos de tiempos no se dio, el equipo sufrió cambios en la plantilla de jugadoras y cuerpo técnico
La primera en salir fue Berenice Anchondo Borrego por indisciplina
El segundo cambio fue del Utilero Erick Ramiro Bautista López, que actualmente se encarga de la casa club, donde se alojan los jugadores de fuerzas básicas Sub-13, Sub-15 y Sub-17
El tercer ha Sido uno de los más raros, el del preparador físico Erick Rodríguez Sosa, que el regresaba a la categoría Sub-20, pero algobpado que terminaron mandando lo y sólo duró la pretemporada y 4 jornadas del actual torneo, y se regresó a la categoría Sub-20 y al que estaba en la noria con la categoría Sub-20: Adrián Fuentes, lo mandaron con el equipo femenil.
El cuarto cambio y segunda, tercera y cuarta baja fueron Karla Hernández, Fátima Alonso y Edna Santamaría.
En diciembre de 2020 el equipo abandona la Ciudad Cooperativa y se traslada a la Ciudad de México por decisión de la directiva, a partir de entonces la escuadra comienza a jugar sus partidos como local en las Instalaciones de La Noria, centro de entrenamiento del Cruz Azul.

## Datos del club
- Temporadas en Primera División Femenil: 10.
- Liguillas por el título: 2
- Finales por el título: 0
- Posición final más repetida: 8°, 9° y 14° (2 veces).
- Mejor puesto final en Primera División Femenil: 8° (Grita México A2021 y Apertura 2022).
- Peor puesto final en Primera División Femenil: 16° (Apertura 2018).
- Mayor goleada conseguida: 4-0 frente a Tiburones Rojos de Veracruz Femenil en el (Apertura 2019).
- Mayor goleada recibida: 1-9 frente a Pachuca Femenil en el (Apertura 2017).
- Más puntos en una temporada: 25 (Apertura 2022)
- Mayor número de goles marcados en una temporada: 28 (Apertura 2019)
- Menor número de goles recibidos en una temporada: 16 (Apertura 2022)
- Más victorias en una temporada: 7 (Grita México A2021 y Apertura 2022)
- Más empates en una temporada: 6 (Apertura 2019)
- Más derrotas en una temporada: 12 (Apertura 2018)
- Menos victorias en una temporada: 2 (Apertura 2017 y Apertura 2018)
- Menos empates en una temporada: 2 (Apertura 2017 y Apertura 2018)
- Menos derrotas en una temporada: 2 (Clausura 2020)
- Jugadora con más goles en una temporada: Alejandra Curiel con 8 en el Guard1anes 2021.

## Jugadoras

### Altas y bajas: Apertura 2025
Fecha de actualización: 09 de julio de 2025
| Altas                 | Altas         | Altas                     |
| Jugadora              | Posición      | Procedencia               |
| --------------------- | ------------- | ------------------------- |
| Melany Villeda        | Portera       | C. Universidad Nacional   |
| Leighanne Robe        | Defensa       | Al-Ittihad                |
| Desiree Mendoza       | Defensa       | UC Irvine                 |
| Liliana Rodríguez     | Mediocampista | D. Toluca                 |
| Clarissa Kirsch-Downs | Mediocampista | GKS Górnik Łęczna Kobiety |
| Niomi Grimaldo        | Mediocampista | C. F. Pachuca             |
| Daniela Calderón      | Delantera     | Club León                 |
| Alejandra Lomelí      | Delantera     | Atlas F. C.               |
| Ana Lucía Martínez    | Delantera     | CF Monterrey              |

En pretemporada existen jugadoras del equipo piloto, se contemplarán como altas si son registradas para el torneo
| Bajas            | Bajas         | Bajas        |
| Jugadora         | Posición      | Destino      |
| ---------------- | ------------- | ------------ |
| Natsidieli Nieto | Portera       | Agente Libre |
| Opal Curless     | Defensa       | Agente Libre |
| Edit Carmona     | Defensa       | Agente Libre |
| Danielle Fuentes | Mediocampista | Club Tijuana |
| Dalia Molina     | Mediocampista | Agente Libre |
| Renata Huerta    | Delantera     | Agente Libre |
| Ximena D'Acosta  | Delantera     | Agente Libre |

Existen casos de jugadoras que estaba en el equipo piloto y fichan para otro equipo, la jugadora se considerará baja las que debutan en liga.

### Fuerzas Básicas

#### Sub-19
- La jugadora ya debutó en Primera División.

### Jugadoras internacionales
| Selección                                  | Categoría | Jugadoras       | #     |
| ------------------------------------------ | --------- | --------------- | ----- |
| México                                     | Sub-20    | Renata Huerta   | (1)   |
| México                                     | Sub-16    | Isabel Esquivel | 1 (1) |
| México                                     | Sub-15    | Isabel Esquivel | 1 (1) |
| Uruguay                                    | Absoluta  | Rocío Martínez  | (1)   |
| Fecha de actualización: 23 de mayo de 2024 |           |                 |       |

Se consideran jugadoras internacionales si han recibido llamado a selecciones nacionales en los últimos 12 meses. Con negritas se muestran aquellas jugadoras que han sido llamadas en la última convocatoria.

## Plantillas importantes

### 11 Inicial en Copa
El Cruz Azul Fútbol Club Femenil inicia la era profesional del fútbol femenil en la Copa el miércoles 3 de mayo de 2017, enfrentando al Deportivo Toluca y cayendo con un marcador de 2 a 0 en el Estadio de la Federación Mexicana de Fútbol 
| Alineación: - Mariana Zárraga - Rebeca Zavaleta - Jocelyn Gutiérrez - Fernanda Torrijos - Daniela Dávila - Reyna Velázquez - Renata Aguirre - Montserrat Sánchez - Ana Karen Becerril - Gabriela Guevara - Estefany Alva - D.T. Eduardo Calderón |  | M. Zárraga R. Zavaleta J. Gutiérrez F. Torrijos D. Dávila R. Velázquez R. Aguirre M. Sánchez A. Becerril G. Guevara E. Alva |

### 11 Inicial en Liga
Las cruzazulinas inician su participación en la Liga MX Femenil el viernes 28 de julio de 2017 en las instalaciones de Metepec, cayendo con un marcador de 2 a 1 ante el Deportivo Toluca. La anotadora del gol a favor fue Daniela Dávila al minuto 43. 
| Alineación: - Marina Zárraga - Daniela Dávila - Reyna Velázquez - Daniela Monroy - Gema Amaya - Karla Barrera - Renata Aguirre - Jacqueline Hernández - Laura Rangel - Estefany Alva - Gloria Abitia - D.T. Pablo Bocco |  | M. Zárraga D. Dávila R. Velázquez D. Monroy G. Amaya K. Barrera R. Aguirre J. Hernández L. Rangel E. Alva G. Abitia |

### 1erPartido de Liguilla
Las cementeras inician su participación en la fase final de la Liga MX Femenil en los cuartos de final del torneo Apertura 2021 el viernes 3 de diciembre de 2021 en las instalaciones de La Noria, cayendo por 4 a 0 ante Tigres de la UANL. 
| Alineación: - Itzayana González - Edith Carmona - Daniela Monroy - Karla Zempoalteca - Claudia Cid - Itzel Cruz - Brenda León - Nancy Zaragoza - Ana Becerra - Dalia Molina - Magaly Cortés - D.T. Roberto Pérez |  | I. González E. Carmona D. Monroy K. Zempoalteca C. Cid I. Cruz B. León N. Zaragoza A. Becerra D. Molina M. Cortés |

## Estadísticas

### Copa de la Liga
Actualizado al último partido disputado el: 5 de mayo de 2017
| TORNEO        | PJ | PG | PE | PP | GF | GC | DIF | PTS | LOGRO              | EFE (%) |
| ------------- | -- | -- | -- | -- | -- | -- | --- | --- | ------------------ | ------- |
| Clausura 2017 | 3  | 0  | 0  | 3  | 0  | 6  | -6  | 0   | 12.º               | 0       |
| TOTAL         | 3  | 0  | 0  | 3  | 0  | 6  | -6  | 0   | 12.º Lugar general | 0 %     |

### Primera División
Actualizado al último partido disputado el: 3 de mayo de 2024
| TORNEO        | PJ  | PG | PE | PP  | GF  | GC  | DIF  | PTS | POSICIÓN                                     | LOGRO                                        | EFE (%) |
| ------------- | --- | -- | -- | --- | --- | --- | ---- | --- | -------------------------------------------- | -------------------------------------------- | ------- |
| Apertura 2017 | 14  | 2  | 2  | 10  | 9   | 37  | -28  | 8   | 14.º                                         | –                                            | 19      |
| Clausura 2018 | 14  | 3  | 3  | 8   | 9   | 26  | -17  | 12  | 11.º                                         | –                                            | 28.6    |
| Apertura 2018 | 16  | 2  | 2  | 12  | 12  | 39  | -27  | 8   | 16.º                                         | –                                            | 16.7    |
| Clausura 2019 | 16  | 3  | 4  | 9   | 18  | 27  | -9   | 13  | 15.º                                         | –                                            | 27.1    |
| Apertura 2019 | 18  | 6  | 6  | 6   | 28  | 25  | 3    | 24  | 10.º                                         | –                                            | 44.4    |
| Clausura 2020 | 10  | 4  | 4  | 2   | 11  | 8   | 3    | 16  | Suspendido debido a la pandemia por COVID-19 | Suspendido debido a la pandemia por COVID-19 | 53.3    |
| Apertura 2020 | 17  | 3  | 5  | 9   | 14  | 24  | -10  | 14  | 14.º                                         | –                                            | 27.5    |
| Clausura 2021 | 17  | 6  | 4  | 7   | 21  | 26  | -5   | 22  | 9.º                                          | –                                            | 43.1    |
| Apertura 2021 | 19  | 7  | 3  | 9   | 15  | 36  | -21  | 24  | 8.º                                          | Cuartos de final                             | 42.1    |
| Clausura 2022 | 17  | 6  | 3  | 8   | 22  | 30  | -8   | 21  | 9.º                                          | –                                            | 41.2    |
| Apertura 2022 | 19  | 7  | 5  | 7   | 17  | 18  | -1   | 26  | 8.º                                          | Cuartos de final                             | 45.6    |
| Clausura 2023 | 17  | 2  | 7  | 8   | 14  | 23  | -9   | 13  | 15.º                                         | –                                            | 25.5    |
| Apertura 2023 | 17  | 7  | 1  | 9   | 25  | 32  | -7   | 22  | 11.º                                         | –                                            | 43.1    |
| Clausura 2024 | 17  | 2  | 2  | 13  | 18  | 48  | -30  | 8   | 16.º                                         | –                                            | 15.7    |
| TOTAL         | 228 | 60 | 51 | 117 | 233 | 399 | -166 | 231 | 12.º                                         | 2 Cuartos de final                           | 33.77 % |

### Participación internacional
| Partidos internacionales | Partidos internacionales | Partidos internacionales | Partidos internacionales | Partidos internacionales | Partidos internacionales | Partidos internacionales |
| N.º                      | Fecha                    | Localidad                | Local                    | Res.                     | Visitante                | Certamen                 |
| ------------------------ | ------------------------ | ------------------------ | ------------------------ | ------------------------ | ------------------------ | ------------------------ |
| 1                        | 6 de marzo de 2022       | Ciudad de México         | North Carolina Courage   | 3:0                      | Cruz Azul F.C.           | Partido amistoso         |

## Goles históricos

### Goles en Liga
| Gol                                            | Fecha                   | Jugador                | Rival                      | Resultado | Notas           |
| ---------------------------------------------- | ----------------------- | ---------------------- | -------------------------- | --------- | --------------- |
| 1                                              | 28 de julio de 2017     | Daniela Dávila (43')   | Deportivo Toluca           | 2 - 1     | Primer gol Liga |
| 50                                             | 12 de julio de 2019     | Alejandra Curiel (61') | Club Necaxa                | 1 - 3     | Gol número 50   |
| 100                                            | 20 de noviembre de 2020 | Martha Enciso (46')    | Club Deportivo Guadalajara | 1 - 2     | Gol número 100  |
| 200                                            | 28 de agosto de 2022    | María Peraza (52')     | Club Puebla                | 2 - 0     | Gol número 200  |
| Fecha de actualización: 4 de noviembre de 2023 |                         |                        |                            |           |                 |

## Máximas goleadoras
Actualizado al último partido disputado el: 3 de mayo de 2024

### Máximas goleadoras en liga
| Pos | Nacionalidad | Nombre           | Goles |
| --- | ------------ | ---------------- | ----- |
| 1.º | México       | Alejandra Curiel | 15    |
| 2.º | Brasil       | Erica Gomes      | 12    |
| 2.º | México       | Martha Enciso    | 12    |
| 4.º | México       | Sharon Barba     | 11    |
| 5.º | México       | Dalia Molina     | 10    |
| 5.º | México       | Daniela Monroy   | 10    |
| 5.º | México       | Karime Abud      | 10    |
| 8.º | México       | Brenda León      | 8     |
| 8.º | México       | Magaly Cortés    | 8     |
| 8.º | México       | Paola González   | 8     |

| Máximas goleadoras en temporada regular | Máximas goleadoras en temporada regular | Máximas goleadoras en temporada regular | Máximas goleadoras en temporada regular |
| Pos                                     | Nacionalidad                            | Nombre                                  | Goles                                   |
| --------------------------------------- | --------------------------------------- | --------------------------------------- | --------------------------------------- |
| 1.º                                     | México                                  | Alejandra Curiel                        | 15                                      |
| 2.º                                     | Brasil                                  | Erica Gomes                             | 12                                      |
| 2.º                                     | México                                  | Martha Enciso                           | 12                                      |
| 4.º                                     | México                                  | Sharon Barba                            | 11                                      |
| 5.º                                     | México                                  | Dalia Molina                            | 10                                      |
| 5.º                                     | México                                  | Daniela Monroy                          | 10                                      |
| 5.º                                     | México                                  | Karime Abud                             | 10                                      |
| Máximas goleadoras en liguilla          |                                         |                                         |                                         |
| Pos                                     | Nacionalidad                            | Nombre                                  | Goles                                   |
| 1.º                                     | México                                  | Ana Becerra                             | 1                                       |

### Máximas anotadoras por temporada
| Máximas anotadoras por temporada de copa MX      | Máximas anotadoras por temporada de copa MX               | Máximas anotadoras por temporada de copa MX |
| Torneo                                           | Jugadora                                                  | Goles                                       |
| ------------------------------------------------ | --------------------------------------------------------- | ------------------------------------------- |
| Copa MX 2017                                     | No se anotaron goles durante la copa                      | No se anotaron goles durante la copa        |
| Máximas anotadoras por temporada regular de liga |                                                           |                                             |
| Torneo                                           | Jugadora                                                  | Goles                                       |
| Apertura 2017                                    | Denisse Valadez                                           | 2                                           |
| Apertura 2017                                    | Karla Barrera                                             | 2                                           |
| Clausura 2018                                    | Sharon Barba                                              | 2                                           |
| Apertura 2018                                    | Sharon Barba                                              | 5                                           |
| Clausura 2019                                    | Norma Gaitán                                              | 5                                           |
| Apertura 2019                                    | Paola González Martha Enciso Alejandra Curiel Brenda León | 5                                           |
| Clausura 2020 *                                  | Susana Romero                                             | 3                                           |
| Apertura 2020                                    | Karla Zempoalteca                                         | 3                                           |
| Apertura 2020                                    | Karime Abud                                               | 3                                           |
| Clausura 2021                                    | Alejandra Curiel                                          | 8                                           |
| Apertura 2021                                    | Michelle Montero Karime Abud Magaly Cortés                | 3                                           |
| Clausura 2022                                    | Magaly Cortés                                             | 5                                           |
| Apertura 2022                                    | María Sánchez Claudia Cid Ana Lozada                      | 13                                          |
| Clausura 2023                                    | Daniela Monroy Daniela Flores Dalia Molina                | 2                                           |
| Apertura 2023                                    | Erica Gomes                                               | 8                                           |
| Clausura 2024                                    | Ximena Ríos                                               | 6                                           |

| Máximas anotadoras por liguilla | Máximas anotadoras por liguilla              | Máximas anotadoras por liguilla              |
| Torneo                          | Jugadora                                     | Goles                                        |
| ------------------------------- | -------------------------------------------- | -------------------------------------------- |
| Clausura 2020                   | Suspendido debido a la pandemia por COVID-19 | Suspendido debido a la pandemia por COVID-19 |
| Apertura 2021                   | No se anotaron goles durante la liguilla     | No se anotaron goles durante la liguilla     |
| Apertura 2022                   | Ana Becerra                                  | 1                                            |

## Jugadoras Extranjeras
| Jugadora            | Posición      | Edad    | Procedencia                | Destino                 | Duración            |
| ------------------- | ------------- | ------- | -------------------------- | ----------------------- | ------------------- |
| Michelle Montero    | Delantera     | 37 años | Hapoel Be'er Sheva         | Municipal Pérez Zeledón | Ap. 2021 - Cl. 2022 |
| María Peraza        | Defensa       | 31 años | Atlético Nacional          | Agente Libre            | Ap. 2022 - Cl. 2024 |
| Karla Riley         | Delantera     | 27 años | Tauro FC                   | Sporting F.C.           | Ap. 2022            |
| Cori Sullivan       | Mediocampista | 25 años | Washington Huskies         | Glasgow City F.C.       | Cl. 2023            |
| Leslie Ramírez *    | Delantera     | 29 años | Agente libre               | Agente libre            | Ap. 2023            |
| Catalina Estrada    | Delantera     | 26 años | D. Saprissa                | Agente libre            | Ap. 2023            |
| Meghan Cavanaugh    | Mediocampista | 27 años | K.S. Vllaznia Shkodër      | Agente Libre            | Ap. 2023 - Cl. 2024 |
| Érica Gomes         | Mediocampista | 28 años | C. de Albergaria           | Agente Libre            | Ap. 2023 - Cl. 2024 |
| Skylynn Rodríguez * | Delantera     | 22 años | Cal State LA Golden Eagles | Agente Libre            | Cl. 2024            |
| Leticia Rodrigues   | Portera       | 28 años | Länk FC Vilaverdense       | Agente Libre            | Cl. 2024            |
| Rocío Martínez *    | Defensa       | 23 años | C. Nacional de Football    | En el club              | Cl. 2024            |

*La jugadora tiene nacionalidad mexicana, pero representa a otra selección nacional.

## Entrenadores
Actualizado al último partido disputado el: 3 de mayo de 2024
| Entrenador       | Temporada     | PJ | PG | PE | PP | TR | GF | GC  | DIF | PTS | POS                                          | Resultado                                    | EFE (%) |
| ---------------- | ------------- | -- | -- | -- | -- | -- | -- | --- | --- | --- | -------------------------------------------- | -------------------------------------------- | ------- |
| Eduardo Calderón | Copa MX 2017  | 3  | 0  | 0  | 3  | 0  | 0  | 6   | -6  | 0   | 12.º                                         | Fase de grupos                               | 0       |
| Eduardo Calderón | Total         | 3  | 0  | 0  | 3  | 0  | 0  | 6   | -6  | 0   | 12.º                                         | Fase de grupos                               | 0 %     |
| Pablo Bocco      | Apertura 2017 | 14 | 2  | 2  | 10 | 0  | 9  | 37  | -28 | 8   | 14.º                                         | Fase de grupos                               | 19      |
| Pablo Bocco      | Total         | 14 | 2  | 2  | 10 | 0  | 9  | 37  | -28 | 8   | 14.º                                         | Fase de grupos                               | 19 %    |
| Alberto Aguilar  | Clausura 2018 | 14 | 3  | 3  | 8  | 0  | 12 | 39  | -27 | 8   | 16.º                                         | Fase de grupos                               | 28.6    |
| Alberto Aguilar  | Apertura 2018 | 10 | 0  | 2  | 8  | 0  | 7  | 22  | -15 | 2   | 15.º                                         | Fase de grupos                               | 6.7     |
| Alberto Aguilar  | Total         | 24 | 3  | 5  | 16 | 0  | 19 | 61  | -42 | 10  | 16.º                                         | Fase de grupos                               | 19.4 %  |
| Alberto Aguilar  | Apertura 2018 | 6  | 2  | 0  | 4  | 1  | 11 | 5   | 6   | 6   | 11.º                                         | Fase de grupos                               | 33.3    |
| Alberto Aguilar  | Clausura 2019 | 16 | 3  | 4  | 9  | 0  | 18 | 27  | -9  | 13  | 16.º                                         | Fase de grupos                               | 27.1    |
| Alberto Aguilar  | Total         | 22 | 5  | 4  | 13 | 1  | 29 | 32  | -3  | 19  | 14.º                                         | Fase de grupos                               | 28.8 %  |
| Rogelio Martínez | Apertura 2019 | 18 | 6  | 6  | 6  | 0  | 28 | 25  | 3   | 24  | 10.º                                         | Fase regular                                 | 44.4    |
| Rogelio Martínez | Clausura 2020 | 10 | 4  | 4  | 2  | 0  | 11 | 8   | 3   | 16  | Suspendido debido a la pandemia por COVID-19 | Suspendido debido a la pandemia por COVID-19 | 53.3    |
| Rogelio Martínez | Apertura 2020 | 17 | 3  | 5  | 9  | 0  | 14 | 24  | -10 | 14  | 14.º                                         | Fase Regular                                 | 27.5    |
| Rogelio Martínez | Total         | 45 | 13 | 15 | 17 | 0  | 53 | 57  | -4  | 54  | 12.º                                         | Fase Regular                                 | 40 %    |
| Roberto Pérez    | Clausura 2021 | 17 | 6  | 4  | 7  | 0  | 21 | 26  | -5  | 22  | 9.º                                          | Fase Regular                                 | 43.1    |
| Roberto Pérez    | Apertura 2021 | 19 | 7  | 3  | 9  | 0  | 15 | 36  | -21 | 24  | 8.º                                          | Cuartos de final                             | 42.1    |
| Roberto Pérez    | Clausura 2022 | 16 | 6  | 2  | 8  | 0  | 22 | 30  | -8  | 21  | 9.º                                          | Fase Regular                                 | 41.7    |
| Roberto Pérez    | Apertura 2022 | 19 | 7  | 5  | 7  | 0  | 17 | 18  | -1  | 26  | 8.º                                          | Cuartos de final                             | 45.6    |
| Roberto Pérez    | Total         | 71 | 26 | 14 | 31 | 0  | 75 | 110 | -35 | 93  | 9.º                                          | 1 Cuartos de final                           | 43.2 %  |
| Nicolás Morales  | Clausura 2023 | 8  | 2  | 4  | 2  | 0  | 10 | 9   | 1   | 10  | Dejó el equipo en la Jornada 8               | Dejó el equipo en la Jornada 8               | 41.7    |
| Nicolás Morales  | Total         | 8  | 2  | 4  | 2  | 0  | 10 | 9   | 1   | 10  | No concluyó el torneo                        | No concluyó el torneo                        | 41.7 %  |
| Cecilia Cabrera  | Clausura 2023 | 9  | 0  | 3  | 6  | 0  | 4  | 14  | -10 | 3   | 15.º                                         | Fase Regular                                 | 11.1    |
| Cecilia Cabrera  | Apertura 2023 | 17 | 7  | 1  | 9  | 0  | 25 | 32  | -7  | 22  | 11.º                                         | Fase Regular                                 | 43.1    |
| Cecilia Cabrera  | Total         | 26 | 7  | 4  | 15 | 0  | 29 | 46  | -17 | 25  | 13.º                                         | Fase Regular                                 | 32.1 %  |
| Julio Cevada     | Clausura 2024 | 17 | 2  | 2  | 13 | 0  | 18 | 48  | -30 | 8   | 16.º                                         | Fase Regular                                 | 15.7    |
| Julio Cevada     | Total         | 17 | 2  | 2  | 13 | 0  | 18 | 48  | -30 | 8   | 16.º                                         | Fase Regular                                 | 15.7 %  |